# Списак галерија у Србији
Списак галерија у Србији даје преглед значајнијих уметничких галерија на територији Републике Србије. Галерије су важне установе и простори за излагање, промоцију и афирмацију ликовног стваралаштва, како историјског тако и савременог. Списак обухвата јавне (државне, градске, општинске), приватне галерије, као и галерије у саставу других културних институција.

## Београд
- Галерија САНУ – излаже дела из уметничке збирке САНУ и организује тематске изложбе.[1]
- Галерија-легат Милице Зорић и Родољуба Чолаковића – део Музеја савремене уметности, представља легат слика Милице Зорић и дела других уметника.[2]
- Салон Музеја савремене уметности – изложбени простор Музеја савремене уметности.[3]
- Галерија фресака – део Народног музеја Србије, излаже копије српских средњовековних фресака.
- Уметнички павиљон "Цвијета Зузорић" – изложбени простор Удружења ликовних уметника Србије (УЛУС).[4]
- Галерија УЛУС – изложбени простор УЛУС-а у Кнез Михаиловој улици.
- Галерија Графички колектив – специјализована за графику.[5]
- Галерија Сингидунум – изложбено-продајна галерија УЛУПУДС-а.
- Галерија '73 – изложбени простор на Чукарици.[6]
- Галерија Атријум (Библиотека града Београда) – изложбени простор у оквиру Библиотеке града Београда.
- Галерија Дома омладине Београда – фокусирана на младе уметнике и савремене праксе.[7]
- Галерија Студентског културног центра (СКЦ) Београд – значајан простор за савремену уметност.[8]
- Галерија Хаос – специјализована за цртеж.[9]
- Галерија РТС – изложбени простор Радио-телевизије Србије.
- Кућа легата – управља легатима значајних уметника (нпр. Петра Лубарде, Недељка Гвозденовића).
- Галерија-легат Милице Зорић и Родољуба Чолаковића (део МСУБ).
- Бројне приватне галерије (нпр. Галерија Рима, Галерија Новембар, Галерија Б2, Галерија Еуген).

## Нови Сад
- Галерија Матице српске – једна од најстаријих и најзначајнијих уметничких институција у Србији, са богатом збирком српске уметности од XVI до XXI века.[10]
- Спомен-збирка Павла Бељанског – чува антологијска дела српске модерне уметности прве половине XX века.[11]
- Галерија ликовне уметности Поклон збирка Рајка Мамузића – фокусирана на југословенску уметност друге половине XX века.
- Галерија Савеза удружења ликовних уметника Војводине (СУЛУВ).
- Културни центар Новог Сада (галеријски простори – Ликовни салон, Мали ликовни салон, Арт клиника).[12]
- Галерија Студентског културног центра Нови Сад.

## Остали градови
- Ниш: Галерија савремене ликовне уметности Ниш (са Салоном 77 и Галеријом "Србија").[13]
- Крагујевац: Галерија Народног музеја Крагујевац, Мостови Балкана (међународни бијенале уметности минијатуре).
- Суботица: Модерна галерија "Ликовни сусрет" Суботица, Галерија "Др Винко Перчић".
- Зрењанин: Савремена галерија Зрењанин (део Народног музеја Зрењанин).
- Чачак: Уметничка галерија "Надежда Петровић" Чачак.[14]
- Сомбор: Галерија "Милан Коњовић".[15]
- Краљево: Галерија Народног музеја Краљево.
- Шабац: Галерија Културног центра Шабац, Галерија Народног музеја Шабац.
- Ковачица: Галерија наивне уметности – центар словачког наивног сликарства.
- Јагодина: Галерија Музеја наивне и маргиналне уметности.

(Напомена: Ово је избор значајнијих галерија и списак није коначан. Многи домови културе и културни центри широм Србије такође имају своје изложбене галеријске просторе.)